# 福岡県道48号中間引野線
福岡県道48号中間引野線（ふくおかけんどう48ごう なかまひきのせん）は、福岡県中間市から北九州市八幡西区に至る県道（主要地方道）である。

## 概要
中間市中間2丁目から北九州市八幡西区的場町に至る。かつては八幡西区引野まで延びていたが、都市計画道路八幡直方線の国道200号昇格に伴い、現在は八幡西区的場町が終点となっている。

### 路線データ
- 起点：中間市中間2丁目（中間市役所前交差点、福岡県道73号直方水巻線交点、福岡県道98号中間宮田線起点）
- 終点：北九州市八幡西区的場町（的場池公園交差点、国道200号交点）
- 総延長：4.8 km

## 歴史
- 1993年（平成5年）5月11日 - 建設省から、県道中間引野線が中間引野線として主要地方道に指定される[1]。

## 路線状況

### 道路施設

#### トンネル
- 永犬丸トンネル（下り線）：延長131 m、1990年（平成2年）竣工、北九州市八幡西区
- 永犬丸トンネル（上り線）：延長129 m、1997年（平成9年）竣工、北九州市八幡西区

## 地理

### 通過する自治体
- 中間市
- 北九州市（八幡西区)

### 交差する道路
| 交差する道路                                  | 市町村名 | 市町村名 | 交差する場所 | 交差する場所              |
| --------------------------------------------- | -------- | -------- | ------------ | ------------------------- |
| 福岡県道73号直方水巻線 福岡県道98号中間宮田線 | 中間市   | 中間市   | 中間2丁目    | 中間市役所前交差点 / 起点 |
| 福岡県道203号中間水巻線                       | 中間市   | 中間市   | 中間1丁目    | 新手交差点                |
| 福岡県道61号小倉中間線                        | 中間市   | 中間市   | 中間3丁目    | 本町交差点                |
| 福岡県道281号下上津役折尾線                   | 北九州市 | 八幡西区 | 永犬丸5丁目  | 永犬丸五丁目交差点        |
| 国道200号                                     | 北九州市 | 八幡西区 | 的場町       | 的場池公園交差点 / 終点   |

### 交差する鉄道
- 筑豊電気鉄道

### 沿線
- 中間市役所
- ショッパーズモールなかま
- 筑豊電気鉄道 永犬丸駅
- 北九州市立永犬丸小学校
- 福岡県立八幡南高等学校
- 的場池公園
- 養福寺貯水池